# Bouzié
Pour plus de détails, voir Fiche technique et Distribution.
Bouzié (à ma mère) est un court métrage franco-ivoirien sorti en 1997. 
Ce film  est une œuvre du cinéaste ivoirien Jacques Trabi.